# 龙佐-基耶尼斯
龙佐-基耶尼斯（義大利語：Ronzo-Chienis），是意大利特伦托自治省的一个市镇。总面积13平方公里，人口1010人，人口密度77.7人/平方公里（2009年）。ISTAT代码为022135。